# Йозеф Каль
Йозеф Каль (нім. Josef Kahl, 31 березня 1913, Гаррахов — 23 лютого 1942, Камишли) — чехословацький стрибун з трампліна. Учасник зимових Олімпійських ігор 1936 року.

## Біографія
Йозеф Каль народився 31 березня 1913 року в місті Гаррахов в Австро-Угорщині (зараз у Чехії).
Займався стрибками з трампліна в клубі «Гарахсдорф-Нойвельт».
У 1936 році увійшов до складу збірної Чехословаччини на зимових Олімпійських іграх у Гарміш-Партенкірхені. У стрибках із 80-метрового трампліна посів 29-те місце. Він стрибнув на 64 і 64,5 метра, набравши 196,1 очка і поступившись 35,9 очка Біргеру Рууду, з Норвегії, який завоював золото.
Під час Другої світової війни воював на боці Німеччини на Східному фронті.
Вбито 23 лютого 1942 року в селі Камишли біля Севастополя.